# 沃格 (法罗群岛)
沃格是法罗群岛苏德岛东部海岸的市镇及同名村庄。市镇面积为21平方公里，人口数量为1,392人（2021年1月）。

## 体育
沃格曾经有过成立于1905年的VB沃格足球俱乐部。2005年该俱乐部与松巴市镇的俱乐部合并为VB/Sumba。2010年又成立了新的俱乐部，后来改名为FC Suðuroy。现今VB沃格作为手球俱乐部继续运作。

## 图集

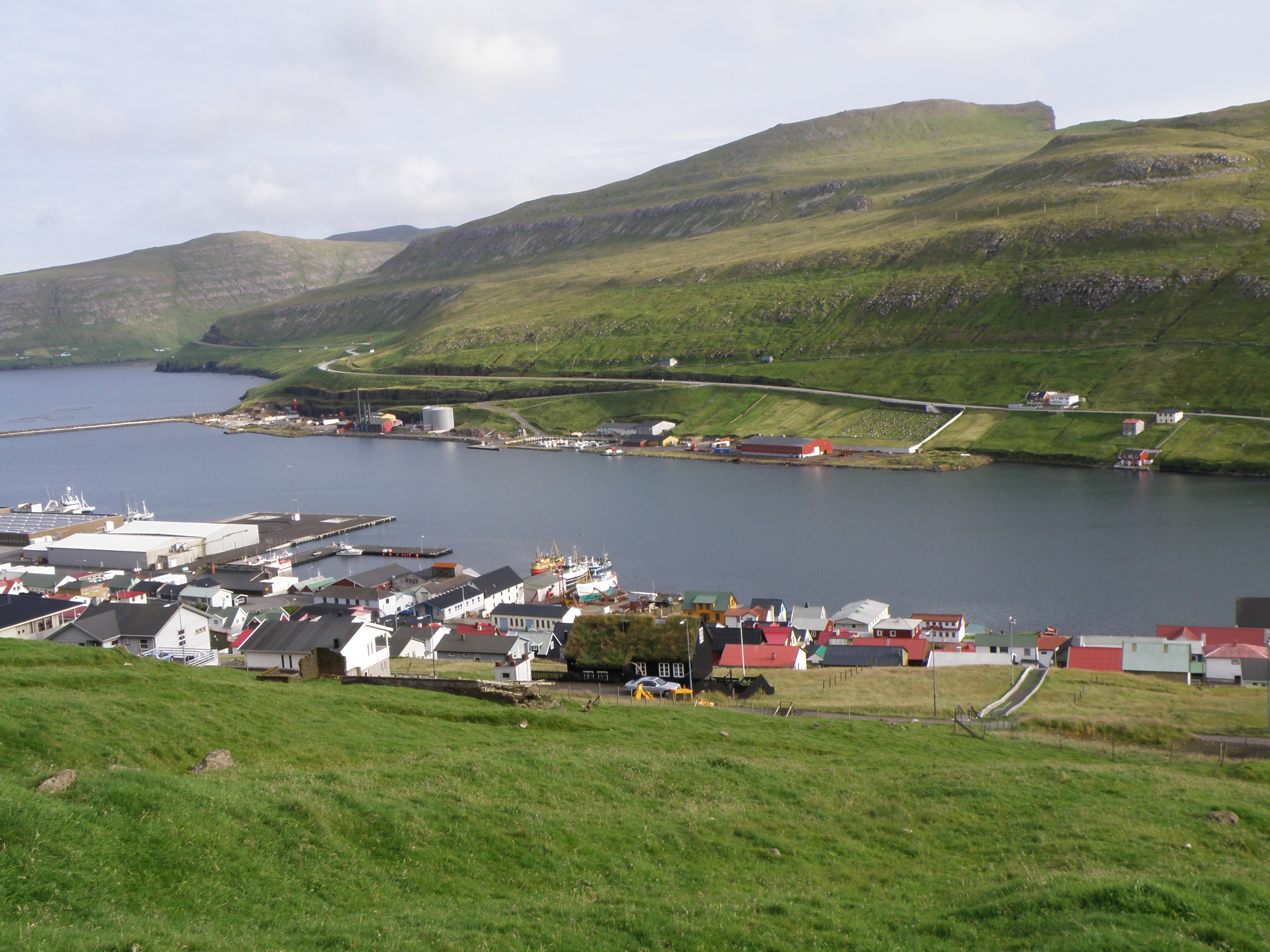
位于峡湾两岸的沃格
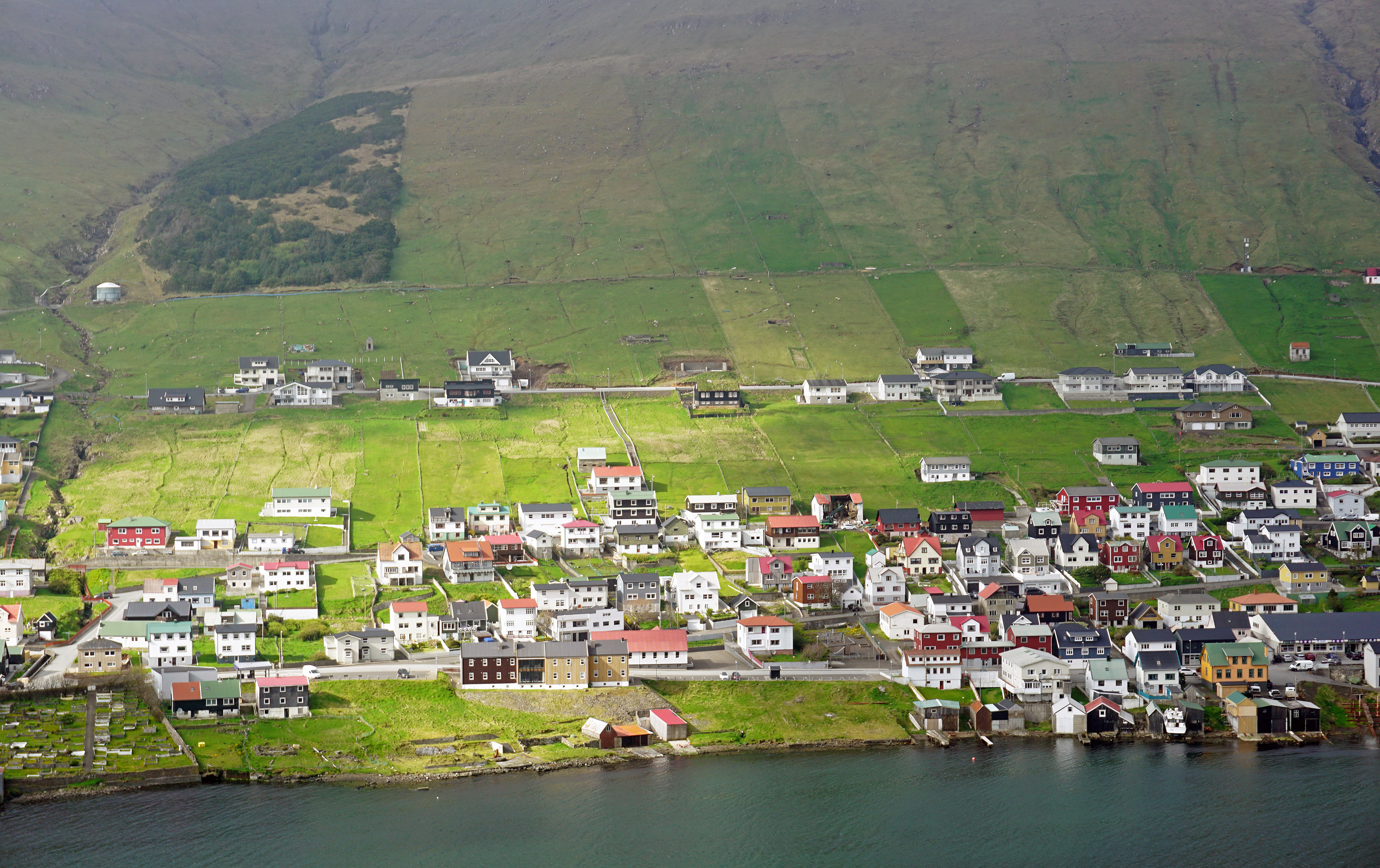
2019年时的沃格
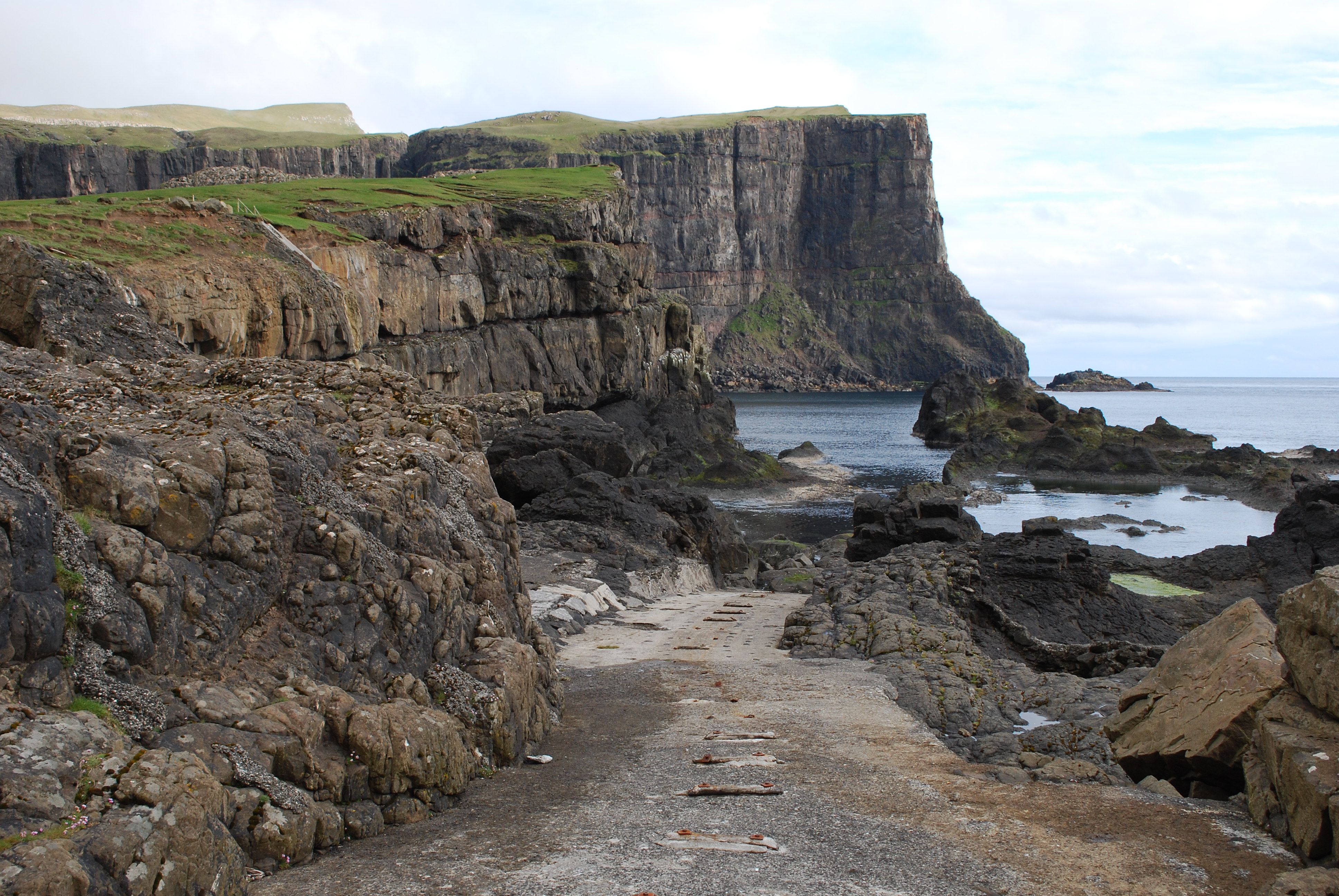
悬崖
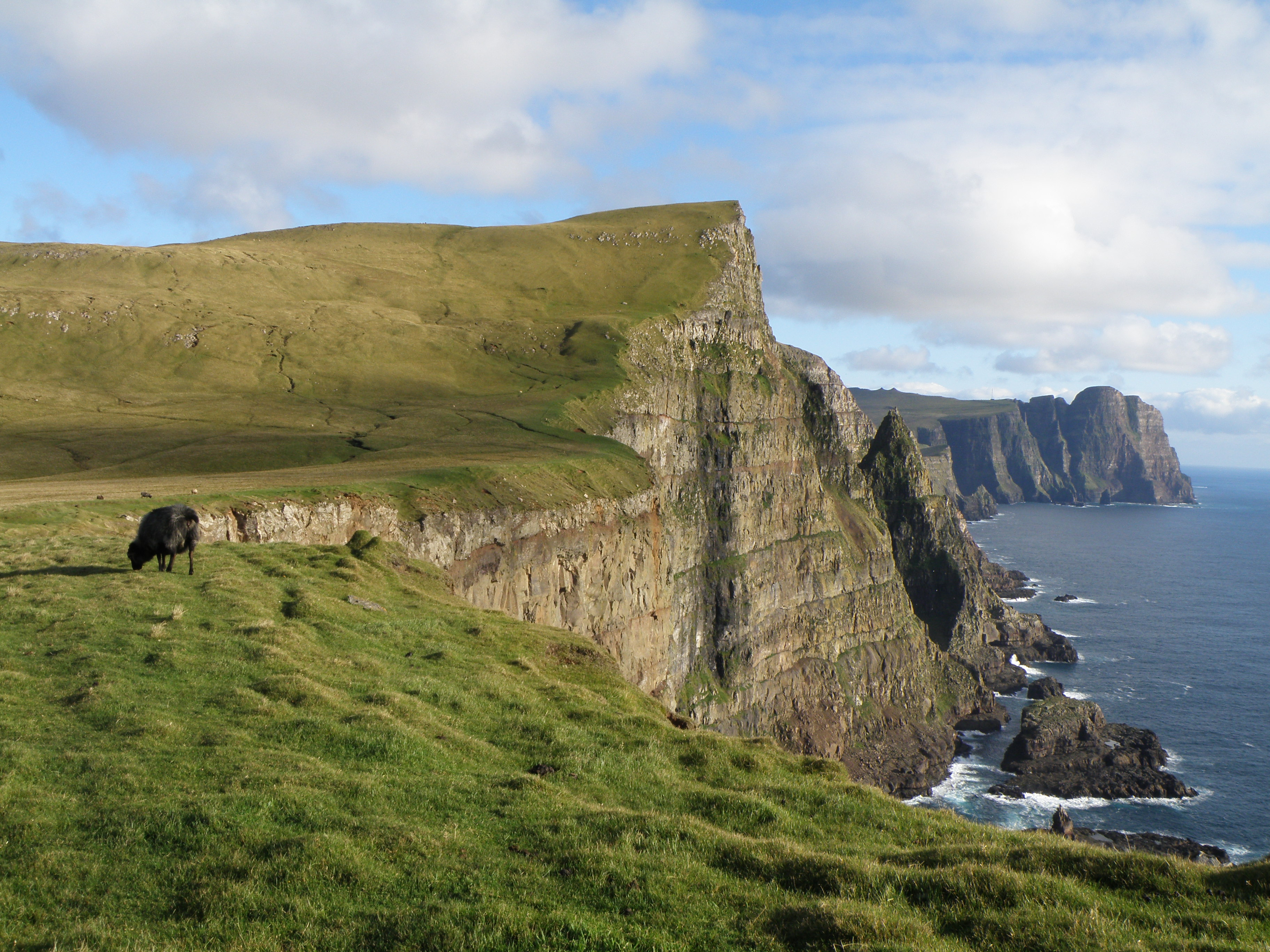
悬崖
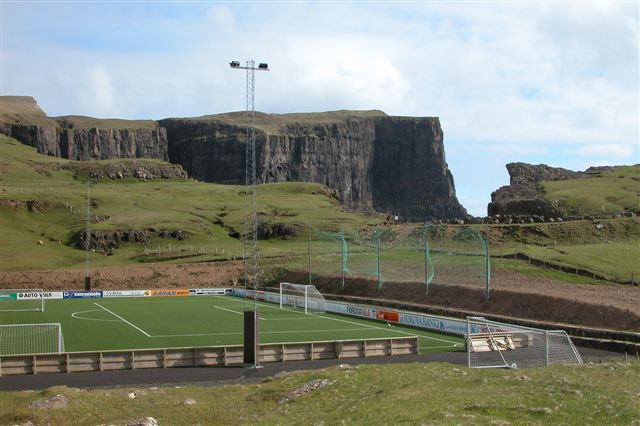
足球场
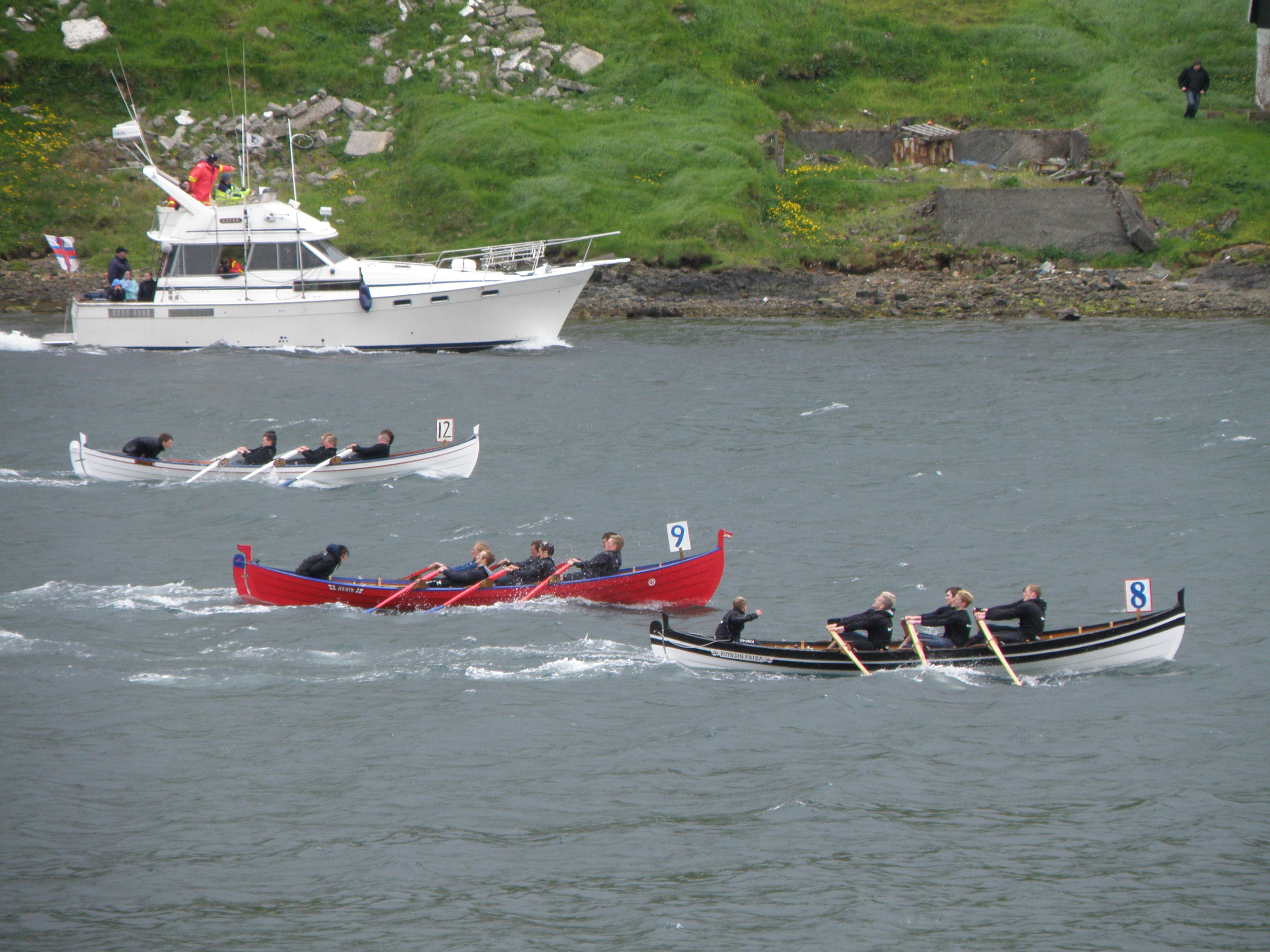
2010年时的划艇比赛